# An Yeong-sik
An Yeong-sik (안영식?; 1928 – 22 gennaio 1991) è stato un cestista e allenatore di pallacanestro sudcoreano.

## Carriera
Con la Corea del Sud ha disputato i Giochi olimpici di Melbourne 1956.